# Nitocrella tonsa
Nitocrella tonsa is een eenoogkreeftjessoort uit de familie van de Ameiridae. De wetenschappelijke naam van de soort is voor het eerst geldig gepubliceerd in 1967 door Mikhailova-Neikova.